# Залізняк Андрій Анатолійович
Андрій Анатолійович Залізняк (рос. Андрей Анатольевич Зализняк; 29 квітня 1935, Москва, СРСР — 24 грудня 2017, Москва) — радянський і російський лінгвіст.

## Життєпис
Андрій Залізняк народився в Москві в 1935 році. Закінчив філологічний факультет МДУ (романо-германське відділення) (1958).
У 1957—1958 роках навчався в Паризькому університеті у відомого структураліста Андре Мартіне.
Працював в Інституті слов'янознавства АН СРСР з 1960 року, де в 1965 році здобув ступінь доктора філологічних наук.
З 1987 року — член-кореспондент АН СРСР, а в 1997 році обраний академіком РАН.

## Популяризація науки
А. А. Залізняк відомий своїми популярними лекціями з досліджень давньоруських берестяних грамот, а також лекціями загального плану «Про історичну лінгвістику», а також низкою лекцій з «аматорської лінгвістики», де він піддав критиці ідеї маргінальної лінгвістики (зокрема, робіт А. Т. Фоменка з «Нової хронології») як дилетантські і побудовані на примітивних асоціаціях.